# Robert Rapljenović

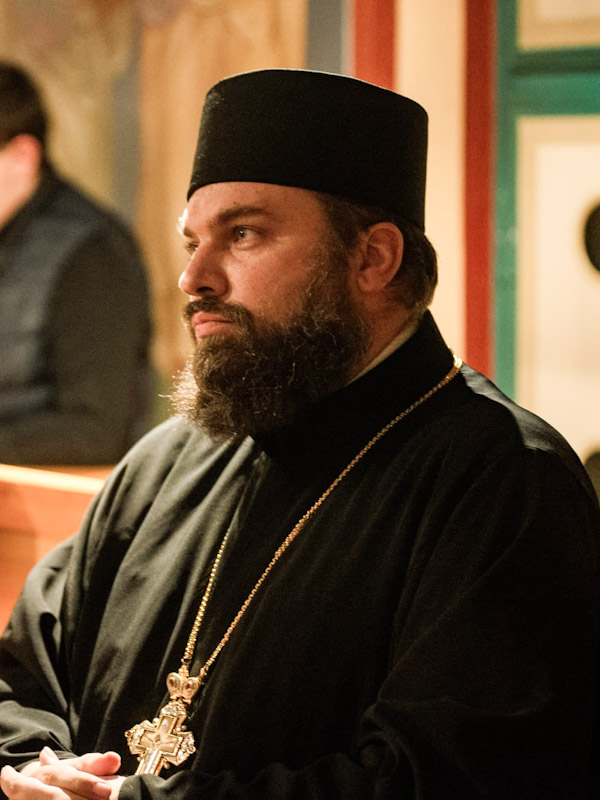
Erzpr. Dr. Robert Rapljenović (2022)

Robert Rapljenović (* 8. August 1979 in Frankfurt am Main) ist ein deutscher griechisch-katholischer Erzpriester, Kirchenhistoriker und Ostkirchenkundler. Er war erster deutscher Regens des Griechisch-katholischen Priesterseminars in Zagreb und ist Repetitor im Collegium Orientale Eichstätt. Er gehört zu den seltenen Vertretern Hesychastischer Theologie in der katholischen Kirche.

## Biografie
Robert Ivan Rapljenović wuchs in Dreieich-Götzenhain auf. Seine Eltern stammen aus dem Žumberak-Gebirge in Kroatien und sind Katholiken des griechisch-katholischen Ritus aus der Eparchie Križevci.
Nach einem Informatikstudium an der Technischen Universität Darmstadt mit den Nebenfächern Sozialethik und Theologie machte er seien theologisch philosophischen Zwischenabschluss (Philosophicum) mit Fachabschluss Kirchengeschichte bei Klaus Schatz an der Philosophisch-Theologische Hochschule Sankt Georgen in Frankfurt am Main. Er beendet sein Theologiestudium an der PTH Sankt Georgen und dem Philosophisch-Theologischen Institut der Jesuiten in Zagreb, das der Päpstliche Universität Gregoriana affiliert ist.
Er wurde im Jahr 2010 von Bischof Nikola Kekić zum Priester geweiht und wirkte in verschiedenen Positionen der Eparchie Križevci. Unter anderem war er Vertreter der griechisch-katholischen Kirche in der Kroatischen Bischofskonferenz im „Rat für Leben und Familie“ und im „Rat für Priesterseminare und geistliche Berufungen“. Als Redakteur und Moderator verschiedener Radiosendungen über ostkirchliche Themen arbeitete er bei Radio Marija.
Seit 2013 wirkt er als Repetitor am internationalen und interkonfessionellen Priesterseminar Collegium Orientale. Er forscht über die Georgische Orthodoxe Kirche und über das Verhältnis der katholischen Ostkirchen zur Russisch-Orthodoxen Kirche. Er promovierte 2019 an der Katholischen Universität Eichstätt-Ingolstadt in Theologie bei Konstantin Maier.
Robert Rapljenović ist Priester der Eparchie Križevci ist auch Seelsorger im Bistum Eichstätt. Am 25. Mai 2021 wurde Robert Rapljenović von Bischof Milan Stipić für seine kirchlichen und wissenschaftlichen Verdienste für die Eparchie Križevci zum Erzpriester und Stavrophoren ernannt. Damit hat er das Recht, ein Epigonátion und ein geschmücktes Brustkreuz zu tragen.

## Werk
Rapljenović ist sowohl Kirchenhistoriker als auch ostkirchlicher Theologe. Er nutzte in seiner Dissertation die transnationale Forschungsmethode für eine interkonfessionelle Studie zu den Los-von-Rom-Bewegungen, bei der er die verschiedenen slawischen Nationen der Habsburger Monarchie sowie die orthodoxe und griechisch-katholische Konfession einbezieht. Im ersten Teil der Studie kommt zudem die Methode der Mikrogeschichte zum Einsatz.
Als ostkirchlicher Theologe arbeitete er als Gastdozent am Philosophisch-Theologischen Institut der Jesuiten in Zagreb und Professor des Griechisch-katholischen Priesterseminars in Zagreb. Er unterrichtete unter anderem byzantinische Liturgie, orthodoxe Theologie und hesychastische Spiritualität. Hesychastische Theologie und athonitische Spiritualität sind ein Forschungsschwerpunkt, der ihn von anderen katholischen Theologen und insbesondere unierten Theologen unterscheidet. Er versucht die bisher wenig beachtete Neu-Orthodoxe-Bewegung von Vertretern wie John S. Romanides, Christos Yannaras und Hierotheos Vlachos, die bisher vor allem als anti-katholischer und anti-westlicher „politischer Hesychasmus“ im Westen rezipiert wurde, von integral nationalistischen Mustern zu befreien und neu fruchtbar zu machen. Dabei entwickelt er den fundamentaltheologischen Ansatz von Naum (Ilievski), der von moderner athonitischer Spiritualität und einer eigenen Synthese der Kirchenväter geprägt ist, weiter.

## Schriften
in der Reihenfolge des Erscheinens
- „The hearts of man were made great enough to contain God himself.“ Hesychastische Anthropologie aus der Perspektive Orthodoxer Psychotherapie. In: Sebastian Ließig, Marco Kühnlein (Hrsg.): Anthropologie und Spiritualität für das 21. Jahrhundert (Eichstätter Studien 80). Friedrich Pustet, Regensburg 2019, S. 117–137.
- Maxima Scandala in Ecclesia Catholica: Los-von-Rom-Bewegungen des Fin de Siècle im Spannungsfeld zwischen Nationalismus, Fortschrittsglauben und Identitätssuche (Eastern Church Identities). Ferdinand Schöningh, Paderborn 2020, ISBN 978-3-506-70477-1.
- Vzťah cirkvi a štátu a jeho vplyv na gréckokatolícke reformy: Krátky prehĺad niektorých úspechov reforiem v dejinách Gréckokatolíckej cirkvi v Chorvátsku. In: Daniel Černý (Hrsg.): Zamoščská synoda. Bratislava-Rim 2021.
- Index presbyterorum ordinis et Necrologium eparchiae Crisiensis: Popis svećenika i Necrologium Križevačke eparhije, Eichstätt 2021/2022.
- Athonitische Spiritualität: Jesusgebet, noëtische Methode und hesychastische Anthropologie. Norderstedt 2022.